# 시카모토촌
시카모토촌(鹿本村)은 도쿄부 미나미카쓰시카군에 일찍이 존재했던 촌이다. 현재의 에도가와구의 동부에 해당한다.

## 역사
- 1889년 5월 1일 - 정촌제 시행에 수반해 미나미카쓰시카군 시카모토촌이 성립하였다.
- 1932년 10월 1일 - 미나미카쓰시카군 전역이 도쿄시에 편입해, 시카모토촌의 구역은 에도가와구가 되었다.

## 교통

### 철도
- 국철 (→ JR동일본)
  - 소부 본선

### 도로
- 지바 가도